# Édouard Guillaud
Édouard Guillaud (n. el 10 de juliol de 1953), almirall francès, és el Cap de l'Estat Major de les Forces Armades Franceses des del 25 de febrer de 2010.

## Biografia

### Biografia inicial
Guillaud assistir a l'Acadèmia Militar francesa des de 1973 fins al 1976. El 1978 es va exercir com a Oficial de guàrdia de manteniment al L'Indomptable SSBN i Li Redoutable, mentre que durant l'any 1979 va ser un Oficial al comandament del dragaminas Lobelia.
Es va exercir com a cap de departament de la FFG Amyot d'Inville i la Du Chayla DDG, i oficial de les operacions de la Kersaint DDG des de 1981 fins a l'any 1984. En el període 1987 - 1988 va ser comandant del vaixell amfibi Dumont d'Urville.
El 1990 va navegar com a oficial del Clemenceau CV fins al 1992 el mateix any en què va començar a ser el Comandant de la FFG Enseigne Vaisseau Henry. A continuació va ser assistent oficial de propramas del CVN Charles de Gaulle. Des del 2001 fins al 2002 va estudiar a al Centre d'Estudis Militars Avançats (CHEM), i estudiant de la 54º promoció en el Seminari de l'Institut d'Alts Estudis de la Defensa Nacional (IHEDN).
Va servir com assistent del cap del conseller militar del President francès el 2002 fins al 2004 i des d'aquest últim any al 2006 com prefecte marítim del Mar del Nord i el Canal, de manera posterior és a dir des del 2006 fins al 24 de febrer de l'any 2010, a més va ser assessor Cap Militar del President actualment és el Cap de l'Estat Major francès des del 25 de febrer de 2010.

### Comandant
Guillaud va ser un dels responsables de dirigir l'ofensiva contra les tropes líbies a la intervenció militar a Líbia de 2011 anomenada Operació Protector Unificat a càrrec de l'OTAN.
A més cal esmentar que també va dirigir a les tropes franceses a la intervenció militar a Mali anomenada Operació Serval.

### Condecoracions
Va ser ascendit a almirall l'1 de desembre de 2007. Va ser condecorat amb la Legió d'Honor, l'Orde Nacional del Mèrit i de l'Orde Nacional del Mèrit Marítim, tots amb el grau d'Oficial.

### Vida privada
Guillaud és casat, pare de tres fills i un avi feliç, ell és un bibliòfil i té una veritable passió per l'Art i la Història, a més ell és membre de la SNSM, el Club Nàutic de França i el Cercle del mar.